# Visan
Pour le vin, voir visan (AOC).
Visan est une commune française située dans le département de Vaucluse, en région Provence-Alpes-Côte d'Azur.

## Géographie

### Localisation

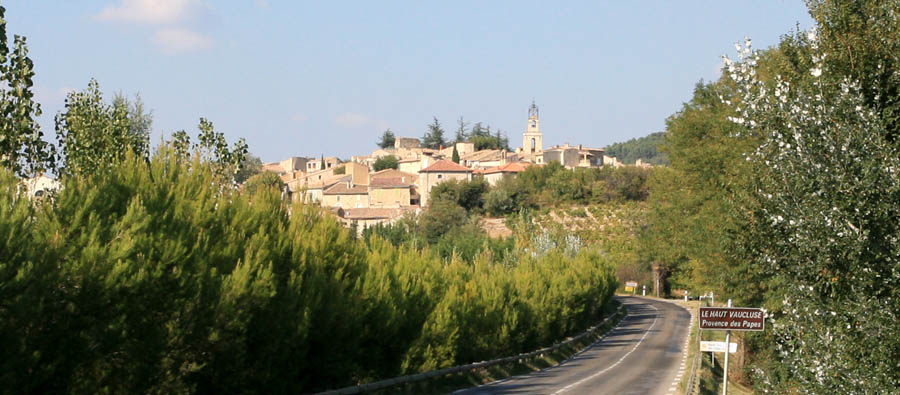

La commune, qui jouxte par le sud Valréas, se trouve à 15 km à vol d'oiseau au sud-est de Nyons, 12 km au nord-ouest de Vaison-la-Romaine, 22 km au nord-est d'Orange, 31 km au sud-est de Montélimar et 10 km au sud de Grignan.
Visan est une des quatre communes vauclusiennes du canton de Valréas enclavées dans la Drôme (enclave des papes), la plus au sud de l'enclave.
La commune se trouve dans l'aire d'attraction de Valréas ainsi que dans sa zone d'emploi et dans son bassin de vie.

### Communes limitrophes

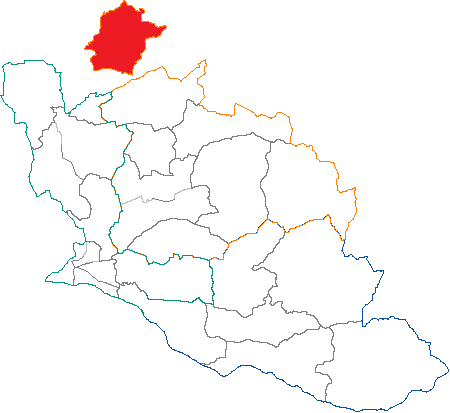
Situation de l'enclave des papes dans le département du Vaucluse.

Les communes limitrophes sont Tulette, La Baume-de-Transit, Bouchet, Saint-Maurice-sur-Eygues, Vinsobres, Richerenches et Valréas.
| Richerenches                |                 | Valréas           |
| La Baume-de-Transit (Drôme) | Visan           | Vinsobres (Drôme) |
| Bouchet (Drôme)             | Tulette (Drôme) |                   |

### Géologie et relief

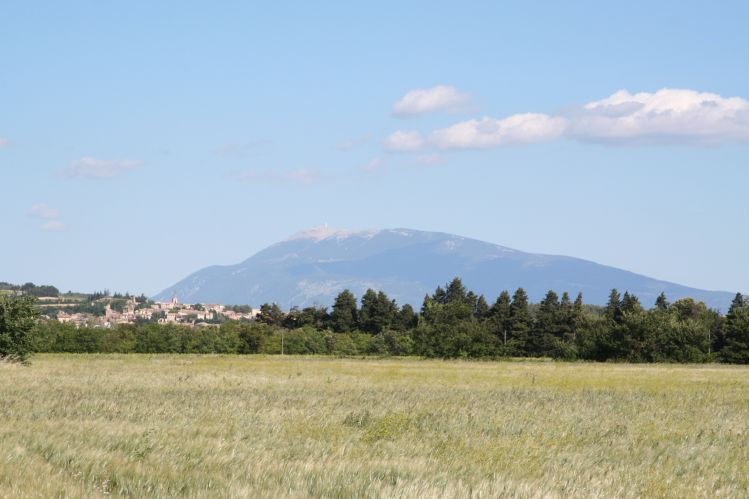
Vue sur le mont Ventoux.

La superficie de la commune est de 41,07 km2 ; son altitude varie de 112  à   386 mètres.
Alors que l'ouest du village est un territoire de plaine avec des hauteurs très limitées, l'est est composé de nombreuses petites collines.
Le point culminant se trouve au-dessus du quartier du Lautaret.
La diversité des sols est importante. On trouve des terrains sablonneux au niveau de Frigollet et de Roussillac, un substrat argilo-calcaire à Notre-Dame et Coste-Chaude et un terrain caillouteux à Rousseton et La Bastide.

### Hydrographie

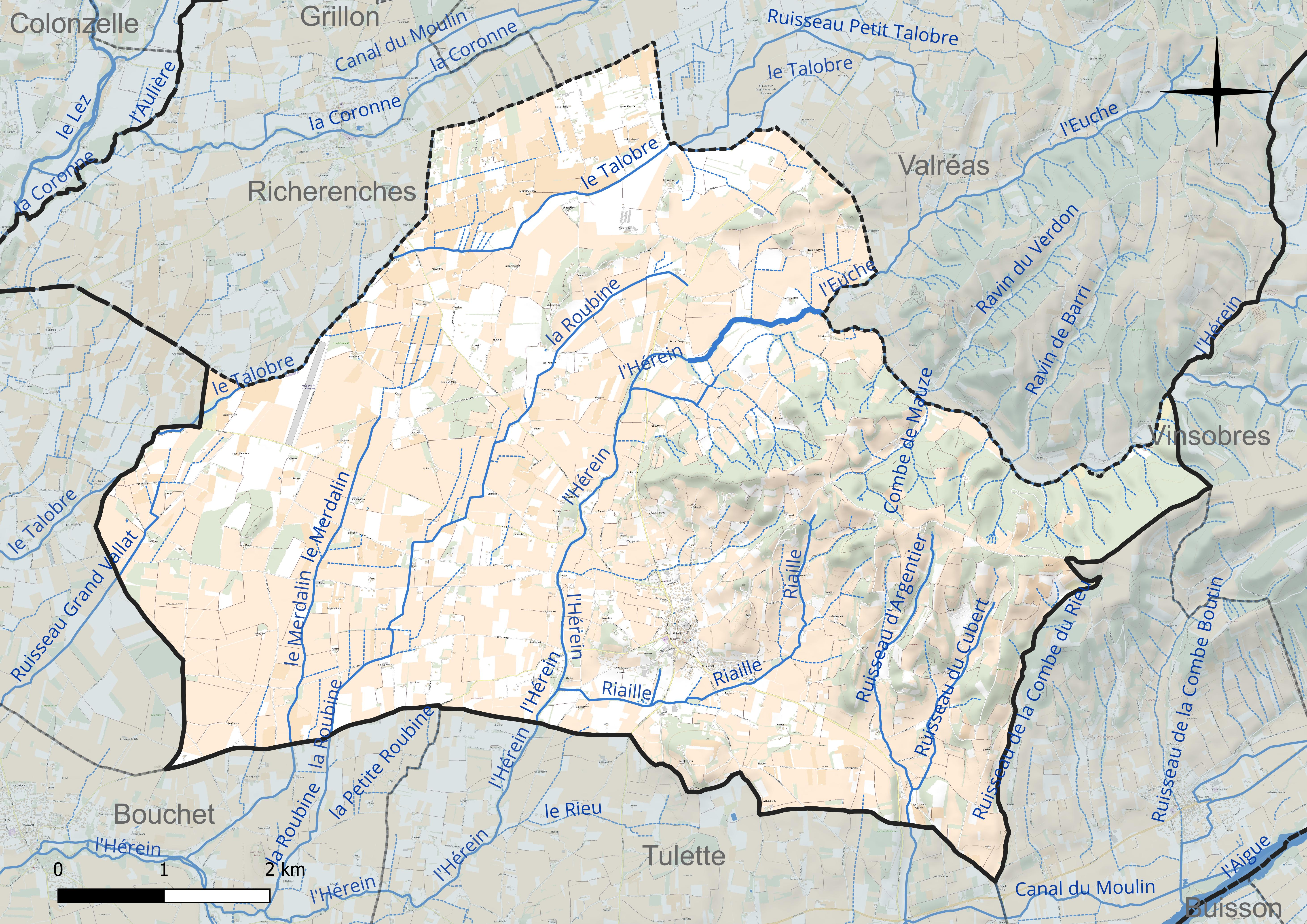
Carte hydrographique de la commune.

Une petite rivière, l'Hérin, traverse Visan pour aller ensuite se jeter dans le Lez (Rhône) vers Bouchet. La raille de Coste Chaude alimente l'Hérin.
La communauté de communes de l'Enclave des Papes a dans ses compétences la gestion des rivières, c'est-à-dire des ouvrages hydrauliques, cours d'eau, etc.

### Climat
Pour des articles plus généraux, voir Climat de Provence-Alpes-Côte d'Azur et Climat de Vaucluse.
En 2010, le climat de la commune est de type climat méditerranéen altéré, selon une étude du Centre national de la recherche scientifique s'appuyant sur une série de données couvrant la période 1971-2000. En 2020, Météo-France publie une typologie des climats de la France métropolitaine dans laquelle la commune est dans une zone de transition entre le climat de montagne et le climat méditerranéen et est dans la région climatique Provence, Languedoc-Roussillon, caractérisée par une pluviométrie faible en été, un très bon ensoleillement (2 600 h/an), un été chaud (21,5 °C), un air très sec en été, sec en toutes saisons, des vents forts (fréquence de 40 à 50 % de vents > 5 m/s) et peu de brouillards.
Pour la période 1971-2000, la température annuelle moyenne est de 13,3 °C, avec une amplitude thermique annuelle de 17,5 °C. Le cumul annuel moyen de précipitations est de 822 mm, avec 6 jours de précipitations en janvier et 3,3 jours en juillet. Pour la période 1991-2020, la température moyenne annuelle observée sur la station météorologique installée sur la commune est de 14,2 °C et le cumul annuel moyen de précipitations est de 772,7 mm. 
La température maximale relevée sur cette station est de 42 °C, atteinte le 22 août 2023 ; la température minimale est de −10,9 °C, atteinte le 2 mars 2005,,.
| Mois                                  | jan.            | fév.          | mars            | avril         | mai           | juin           | jui.           | août         | sep.          | oct.          | nov.            | déc.            | année      |
| ------------------------------------- | --------------- | ------------- | --------------- | ------------- | ------------- | -------------- | -------------- | ------------ | ------------- | ------------- | --------------- | --------------- | ---------- |
| Température minimale moyenne (°C)     | 1,8             | 1,9           | 4,7             | 7,3           | 11,1          | 14,8           | 17,1           | 16,9         | 13,3          | 10            | 5,6             | 2,5             | 8,9        |
| Température moyenne (°C)              | 5,7             | 6,5           | 10,1            | 13            | 17            | 21             | 23,7           | 23,5         | 19            | 14,8          | 9,6             | 6,4             | 14,2       |
| Température maximale moyenne (°C)     | 9,6             | 11,1          | 15,4            | 18,7          | 22,9          | 27,2           | 30,4           | 30           | 24,7          | 19,5          | 13,6            | 10,2            | 19,4       |
| Record de froid (°C) date du record   | −9,5 04.01.1993 | −9,4 07.02.12 | −10,9 02.03.05  | −4 08.04.21   | 2,6 07.05.19  | 6,2 21.06.1992 | 8,1 12.07.1993 | 8,4 22.08.07 | 5,3 16.09.17  | −1 30.10.12   | −5,8 27.11.10   | −7,5 18.12.10   | −10,9 2005 |
| Record de chaleur (°C) date du record | 20,8 10.01.15   | 23,1 23.02.20 | 26,8 18.03.1997 | 29,9 27.04.12 | 33,8 18.05.22 | 40,5 27.06.19  | 39,6 18.07.22  | 42 22.08.23  | 35,6 04.09.16 | 30,5 09.10.23 | 23,6 12.11.1995 | 19,8 18.12.1989 | 42 2023    |
| Précipitations (mm)                   | 56,7            | 40,6          | 45              | 67,7          | 64,8          | 45,7           | 39,8           | 54,6         | 108,4         | 102,1         | 99,1            | 48,2            | 772,7      |

| Diagramme climatique                                  |             |           |             |              |              |              |            |               |             |             |             |
| J                                                     | F           | M         | A           | M            | J            | J            | A          | S             | O           | N           | D           |
| 9,61,856,7                                            | 11,11,940,6 | 15,44,745 | 18,77,367,7 | 22,911,164,8 | 27,214,845,7 | 30,417,139,8 | 3016,954,6 | 24,713,3108,4 | 19,510102,1 | 13,65,699,1 | 10,22,548,2 |
| Moyennes : • Temp. maxi et mini °C • Précipitation mm |             |           |             |              |              |              |            |               |             |             |             |

Les paramètres climatiques de la commune ont été estimés pour le milieu du siècle (2041-2070) selon différents scénarios d'émission de gaz à effet de serre à partir des nouvelles projections climatiques de référence DRIAS-2020. Ils sont consultables sur un site dédié publié par Météo-France en novembre 2022.

## Urbanisme

Photographie aérienne de 1957 de Visan.

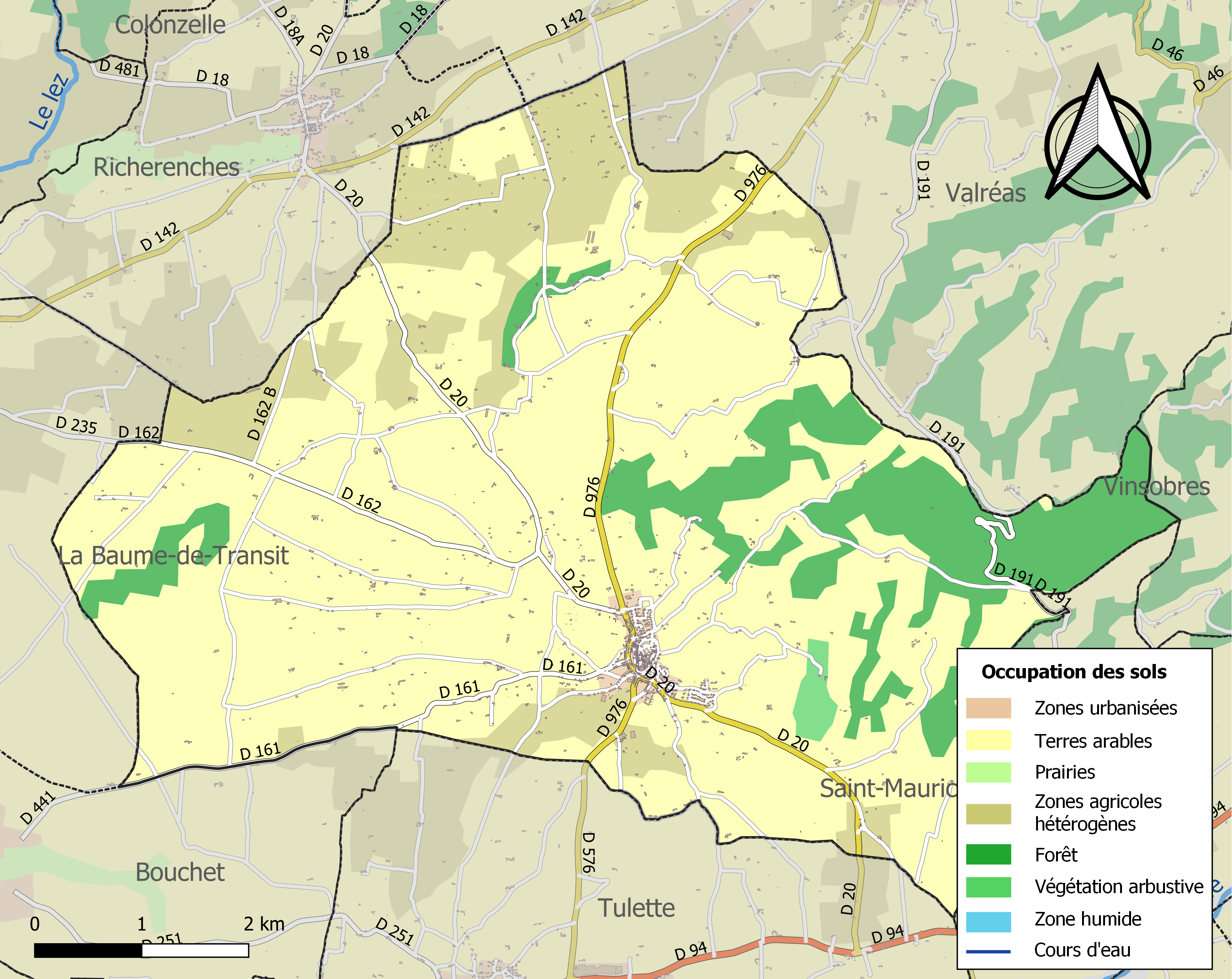
Carte des infrastructures et de l'occupation des sols de la commune en 2018 (CLC).

### Typologie
Au 1er janvier 2024, Visan est catégorisée bourg rural, selon la nouvelle grille communale de densité à sept niveaux définie par l'Insee en 2022.
Elle est située hors unité urbaine. Par ailleurs la commune fait partie de l'aire d'attraction de Valréas, dont elle est une commune de la couronne,. Cette aire, qui regroupe 12 communes, est catégorisée dans les aires de moins de 50 000 habitants,.

### Occupation des sols
L'occupation des sols de la commune, telle qu'elle ressort de la base de données européenne d’occupation biophysique des sols Corine Land Cover (CLC), est marquée par l'importance des territoires agricoles (85,1 % en 2018), une proportion identique à celle de 1990 (85,1 %). La répartition détaillée en 2018 est la suivante : cultures permanentes (71 %), zones agricoles hétérogènes (14,2 %), forêts (13,3 %), zones urbanisées (1 %), milieux à végétation arbustive et/ou herbacée (0,6 %).
L'évolution de l'occupation des sols de la commune et de ses infrastructures peut être observée sur les différentes représentations cartographiques du territoire : la carte de Cassini (XVIIIe siècle), la carte d'état-major (1820-1866) et les cartes ou photos aériennes de l'IGN pour la période actuelle (1950 à aujourd'hui).

### Habitat et logement
En 2021, le nombre total de logements dans la commune était de 1 134, alors qu'il était de 1 094 en 2016 et de 1 037 en 2011.
Parmi ces logements, 75,7 % étaient des résidences principales, 15,1 % des résidences secondaires et 9,2 % des logements vacants. Ces logements étaient pour 89,4 % d'entre eux des maisons individuelles et pour 10,3 % des appartements.
Le tableau ci-dessous présente la typologie des logements à Visan en 2021 en comparaison avec celle de Vaucluse et de la France entière. Une caractéristique marquante du parc de logements est ainsi une proportion de résidences secondaires et logements occasionnels (15,1 %) supérieure à celle du département (8,6 %) et à celle de la France entière (9,7 %).
| Typologie                                               | Visan | Vaucluse | France entière |
| ------------------------------------------------------- | ----- | -------- | -------------- |
| Résidences principales (en %)                           | 75,7  | 81,5     | 82,2           |
| Résidences secondaires et logements occasionnels (en %) | 15,1  | 8,6      | 9,7            |
| Logements vacants (en %)                                | 9,2   | 9,9      | 8,1            |

### Lieux-dits, hameaux et écarts
Visan est découpée en plus de soixante lieux-dits, dont voici quelques noms typiques :
1. la Martinelle
2. la Buissonne
3. la Buzarde
4. la Bergide
5. la grande auziere
6. la Blache
7. le Plan
8. L'Obrieu
9. le Lautaret
10. Claron
11. la Carne
12. le Couvent
13. le Bas-Gibard.

### Voies de communication et transports
La commune est traversée par les routes départementales 20, 161, 162 et 976.
Les autocars transportent les voyageurs vers Orange, Avignon ou Valréas.
L'accès depuis le TGV se fait depuis Avignon (gare TGV ou gare du centre-ville), Orange ou Montélimar. Le trajet Paris-Montélimar en TGV prend 2 h 50.

### Risques naturels et technologiques
Les cantons de Bonnieux, Apt, Cadenet, Cavaillon, et Pertuis sont classés en zone Ib (risque faible). Les autres cantons du département de Vaucluse, dont celui de Valréas auquel appartient la commune, sont classés en zone Ia (risque très faible). Ce zonage correspond à une sismicité ne se traduisant qu'exceptionnellement par la destruction de bâtiments.

## Toponymie
Les plus anciennes graphies indiquent Avisano (1136), Avisa (1148), Avisani (1418) et Visan en 1643. Ce qui indique le nom d'un latin Avitius avec le suffixe -anum.

## Histoire

### Antiquité
En 1834, quatre grandes pierres tumulaires, dont deux anaépigraphiques, ont été découvertes dans un domaine de la commune. Sur l'une d'elles était inscrit : « VALERIA FIRMINA VIVA SIBI FECIT ». Ces pierres étaient entourées de tegulae, de vases et de monnaies datant d'Auguste et d'Hadrien. Les sites de Fontainiers et de Bas-Roussillac ont livré des tombes à incinération et du mobilier funéraire. Sur les terres du Domaine de la Bastide, une nymphée a été identifiée et à ses côtés ont été exhumés des pièces de monnaie et de nombreux débris d'amphores.
D'autres fouilles ont mis en évidence que sur ce lieu avait été implanté un simple vicus gallo-romain, dont les maisons étaient regroupées autour d'une église paléochrétienne placée ensuite sous le vocable de saint Martin.

### Moyen Âge
C'est au Xe siècle qu'est construit  un château, au lieu dénommé Castrum Avisani. Au début du XIe siècle, la première famille seigneuriale est connue, celle des Hugues de Visan à laquelle succédea, en 1169, Roger de Clérieu, partageant sa seigneurie avec l'Abbaye de Cluny, celle des Dames de Saint-Césaire d'Arles et les templiers de la commanderie de Richerenches.
Le XIIIe siècle est marqué par les conflits entre les évêques du Tricastin et la communauté de Visan (seigneurs et habitants) pour les questions de dîmes. En 1219, l'évêque Geoffroy de Vogüé, dit Gaufridi, réclame et obtient des co-seigneurs Bertrand Bermond et Raymond de Montfort, les dîmes qu'ils conservaient. En 1240, son successeur, Laurent, transige avec Guillaume, le prieur bénédictin de Saint-Saturnin-du-Port, et Bertrand de la Bâtie, prieur de Visan, afin d'obtenir le tiers des dîmes.
Le 2 février 1249, son coadjuteur Arnulphe, devenu prieur de Saint-Martin de Visan, exige de nouvelles dîmes que les Visannais refusent de verser. Le conflit est arbitré par Giraud de Reynat, abbé de d'Aiguebelle, et Pierre Dalmas, commandeur de la maison du Temple de Roaix et la communauté est obligée de payer le 1/19e sur les grains, fruits et légumes.
En 1288, Béatrix de Mévouillon, dame de Visan, rachète à Bertrand des Baux, prince d'Orange, et à son beau-frère, Alberto Médicis, leurs parts et rétrocède son fief au Dauphin Humbert 1er « pour obtenir ses bonnes grâces ».
Sous la Papauté d'Avignon, Benoît XII et Clément VI décident de confisquer ce fief au Dauphin Humbert II. Le premier pontife l'excommunie pour dettes et le second n'accepte de lever la sentence que le 31 juillet 1344 en se faisant rétrocéder Visan qui contrôlait les communications entre le Comtat Venaissin et Valréas. Furieux, les Visanais refusent de prêter hommage tant que leurs privilèges n'auraient pas été avalisés, ce que fait Clément VI le 23 février 1351.
Le passage de Visan sous le contrôle pontifical entraîne la fermeture de l'Hôtel des Monnaies delphinal, qui frappait des florins d'or, des vingtains et des douzains blancs, ainsi que des redortats et des deniers noirs.

### Période moderne
La Confrérie des vignerons est créée en 1475 par la corporation vigneronne et reste en activité jusqu'au décret du 13 août 1792, date à laquelle elle est mise en veille.
En 1562, lors des Guerres de Religion, la cité est prise d'assaut par le baron des Adrets puis reprise, l'année suivante, par Fabrice Serbelloni. Le château delphinal est alors détruit. Une nouvelle tentative des religionnaires de Nyons est faite pour reprendre le village. Ils sont repoussés et doivent abandonner sur place leur artillerie.
Les consuls de Visan se font constamment confirmer leurs libertés et privilèges, comme, en 1574, par le cardinal de Charles de Bourbon, légat pontifical d'Avignon, puis en 1595 avec son successeur le cardinal Octave d'Acquaviva.
En 1621 puis en 1629, la peste ayant ravagé la région, les consuls, au nom de la communauté de Visan, font vœu d'une célébration hebdomadaire d'une messe à Notre-Dame des Vignes, et  décident de faire édifier une nouvelle chapelle dans l'église paroissiale placée sous le vocable de Saint Pierre.
Les dominicains, nouvel ordre à s'installer dans le village, arrivèrent en 1731. Ils s'installent d'abord à Notre-Dame-des-Vignes, où ils font édifier leur couvent à l'emplacement de la vieille église romane qui s'était écroulée en 1478,. En 1756, Paul Passionei, le vice-légat d'Avignon, accorde le titre de ville à Visan.
En 1760 est aménagé la place devant l'église, puis, en 1787, le cours de Poulin

### Révolution française et Empire
Possessions pontificales, Avignon et le Comtat Venaissin sont rattachés à la France le 14 septembre 1791. Le 28 mars 1792, ces territoires forment deux nouveaux districts, Avignon dans les Bouches-du-Rhône et Carpentras dans la Drôme.
Le 12 août 1793 est créé le département de Vaucluse, constitué des districts d'Avignon et de Carpentras, mais aussi de ceux d'Apt et d'Orange, qui appartenaient aux Bouches-du-Rhône, ainsi que du canton de Sault, qui appartenait aux Basses-Alpes.
En 1800 sont modifiées les limites départementales, Suze-la-Rousse étant rattachée à la Drôme, enclavant de ce fait le  canton vauclusien de Valréas, devenu dès lors l'Enclave des Papes.

### Période contemporaine
Au cours du XIXe siècle, s'est développé un important artisanat de filature de soie et de laine.
En 1843, les remparts sont abattus.
En 1874 est aménagé le nouveau cimetière, suivi en 1875 de l'élargissement du cours de Poulin. L'école au quartier du Rechaussil est construite en 1892.

Visan au tout début du XXe siècle
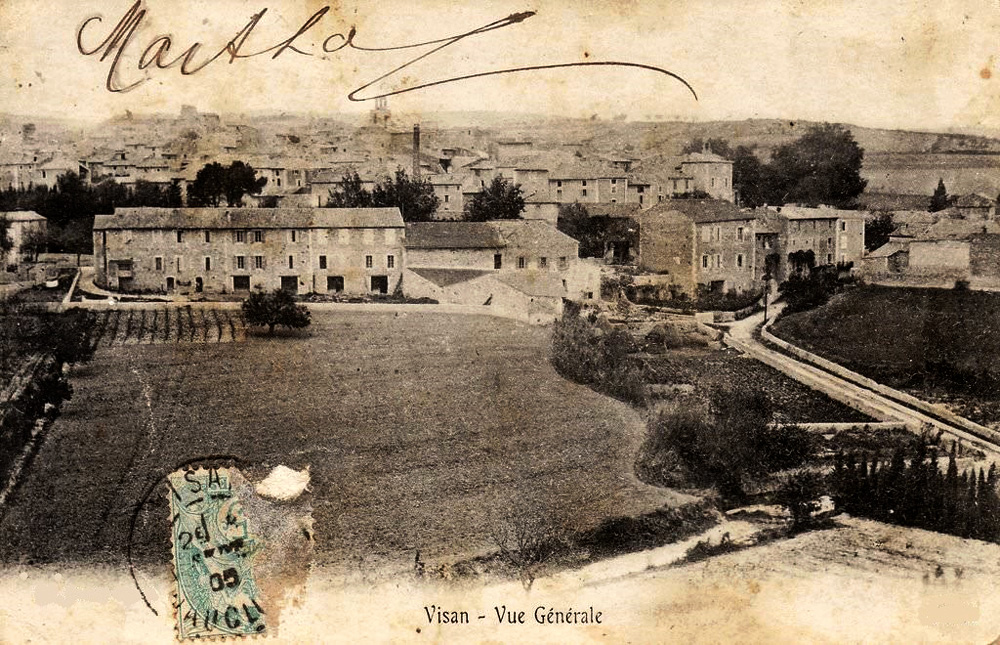
Vue générale.
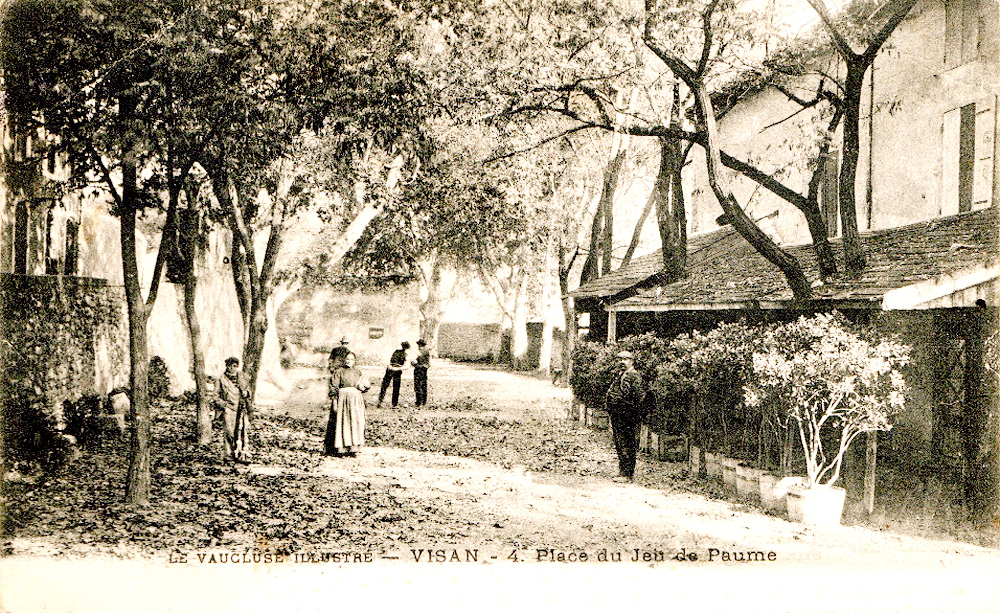
La Place du Jeu de paume.
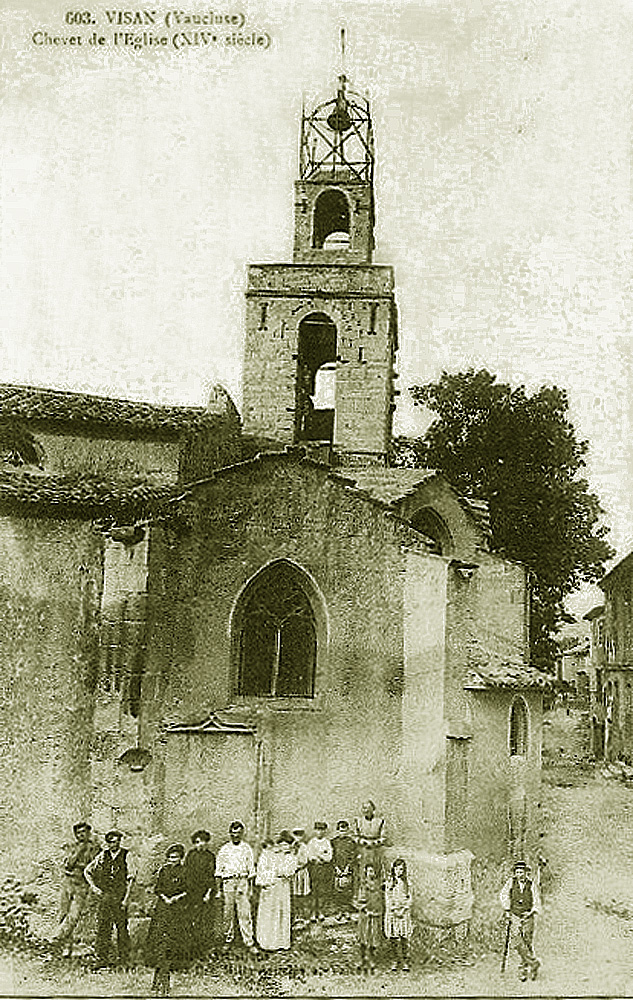
Le chevet de l'église.
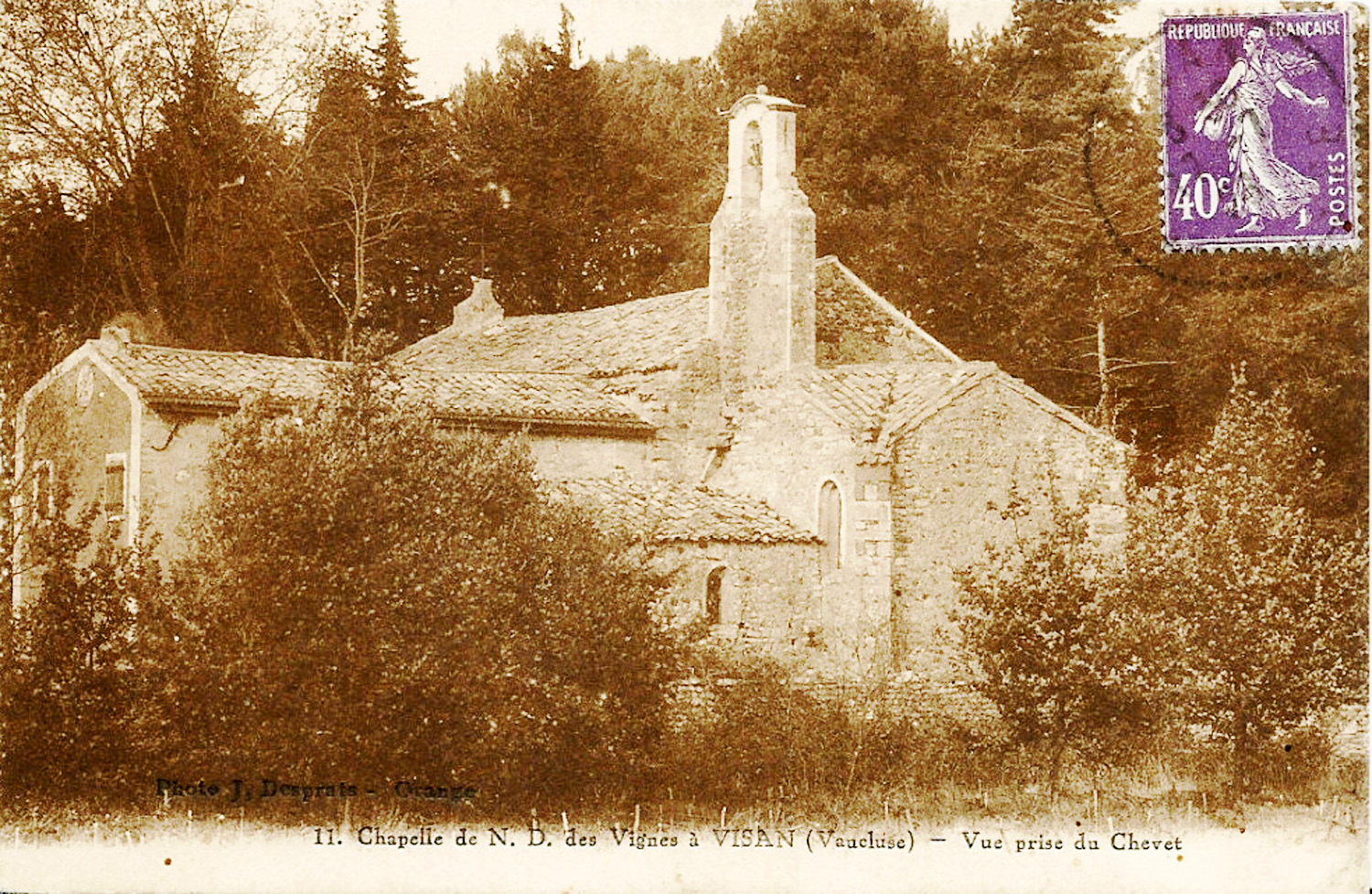
La chapelle ND-des-Vignes.

Depuis 1975, Notre-Dame-des-Vignes abrite une communauté de sœurs dominicaines. La « Confrérie des Vignerons de Visan » qui été remise à l'honneur le 13 août 1978, lors de la tenue de la première fête des vins du village, s'y rend en procession à chaque chapitre d'hiver et d'été.

## Politique et administration

### Rattachements administratifs et électoraux

#### Rattachements administratifs
La commune se trouve depuis 1926 dans l'arrondissement d'Avignon du département de l'Vaucluse.
Après avoir été de 1793 à 1801 le chef-lieu d'un fugace canton de Visan, elle faisait partie depuis lors du canton de Valréas. Dans le cadre du redécoupage cantonal de 2014 en France, cette circonscription administrative territoriale a disparu, et le canton n'est plus qu'une circonscription électorale.

#### Rattachements électoraux
Pour les élections départementales, la commune fait partie depuis 2014 d'un nouveau canton de Valréas, dont la composition est toutefois demeurée inchangée.
Pour l'élection des députés, elle fait partie de la quatrième circonscription de l'Oise.

### Intercommunalité
Visan était membre de la communauté de communes de l'Enclave des Papes, un établissement public de coopération intercommunale (EPCI) à fiscalité propre créé fin 1992 et auquel la commune avait transféré un certain nombre de ses compétences, dans les conditions déterminées par le code général des collectivités territoriales.
Conformément aux prescriptions de la loi de réforme des collectivités territoriales du 16 décembre 2010, qui a prévu le renforcement et la simplification des intercommunalités et la constitution de structures intercommunales de grande taille, celle-ci a fusionné avec la communauté de communes du Pays de Grignan ainsi que la commune de Grignan pour former, le 1er janvier 2014, la communauté de communes Enclave des Papes-Pays de Grignan, dont est désormais membre la commune.

### Liste des maires
| Période                                  | Période                      | Identité              | Étiquette | Qualité |
| ---------------------------------------- | ---------------------------- | --------------------- | --------- | --- |
| Les données manquantes sont à compléter. |                              |                       |           | |
|                                          |                              |                       |           | |
|                                          |                              | Ferdinand Roux        | Radical   | Propriétaire Conseiller d'arrondissement de Valréas (1895 → 1901) |
| Les données manquantes sont à compléter. |                              |                       |           | |
| 1971                                     | 1979                         | Georges Bonnefoy      | SE        | |
| 1979                                     | 1989                         | Pierre Constant       | DVG       | Instituteur puis conseiller pédagogoque |
| Les données manquantes sont à compléter. |                              |                       |           | |
| mars 2001                                | mars 2008                    | Gérard Sautel         | UMP       | Viticulteur |
| mars 2008                                | 2014                         | Henri Pelissier       | UMP       | Général de division à la retraite |
| 2014                                     | mai 2020                     | Éric Phétisson        | SE        | Viticulteur |
| mai 2020                                 | décembre 2022                | Corinne Testud-Robert | LR        | Auxiliaire de puériculture Conseillère départementale de Valréas (2015 → ) Vice-présidente du conseil départemental de Vaucluse (2021 → ) Vice-présidente de la CCEPPG[Quand ?] Démissionnaire |
| février 2023,                            | En cours (au 5 juillet 2024) | Éric Phétisson        | SE        | Viticulteur |

## Équipements et services publics

### Eau et déchets
La collecte et traitement des déchets des ménages et déchets assimilés et la protection et mise en valeur de l'environnement se font dans le cadre de la communauté de communes de l'Enclave des Papes.

### Enseignement
La commune possède une école maternelle et une école primaire, le groupe scolaire Josette-Constant, ensuite les élèves sont affectés au collège Vallis Aéria à Valréas, puis vers le lycée Lucie-Aubrac à Bollène.

### Équipements culturels

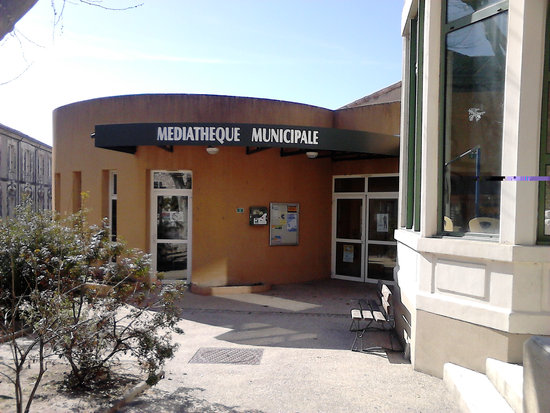
Entrée de la médiathèque municipale.

- Médiathèque municipale[34]

### Santé
- Un médecin,
- Trois infirmières,
- Un kinésithérapeute,
- Une pédicure-podologue
- Une pharmacie.

## Population et société
Les habitants s'appellent les Visanais.

### Démographie
L'évolution du nombre d'habitants est connue à travers les recensements de la population effectués dans la commune depuis 1793. Pour les communes de moins de 10 000 habitants, une enquête de recensement portant sur toute la population est réalisée tous les cinq ans, les populations de référence des années intermédiaires étant quant à elles estimées par interpolation ou extrapolation. Pour la commune, le premier recensement exhaustif entrant dans le cadre du nouveau dispositif a été réalisé en 2006.

En 2022, la commune comptait 1 875 habitants, en évolution de −5,64 % par rapport à 2016 (Vaucluse : +1,73 %, France hors Mayotte : +2,11 %).
| 1793  | 1800  | 1806  | 1821  | 1831  | 1836  | 1841  | 1846  | 1851  |
| ----- | ----- | ----- | ----- | ----- | ----- | ----- | ----- | ----- |
| 2 000 | 1 714 | 1 760 | 1 790 | 2 114 | 2 123 | 2 136 | 2 280 | 2 283 |

| 1856  | 1861  | 1866  | 1872  | 1876  | 1881  | 1886  | 1891  | 1896  |
| ----- | ----- | ----- | ----- | ----- | ----- | ----- | ----- | ----- |
| 2 370 | 2 287 | 2 310 | 2 220 | 2 063 | 1 889 | 1 938 | 1 885 | 1 830 |

| 1901  | 1906  | 1911  | 1921  | 1926  | 1931  | 1936  | 1946  | 1954  |
| ----- | ----- | ----- | ----- | ----- | ----- | ----- | ----- | ----- |
| 1 804 | 1 715 | 1 746 | 1 385 | 1 401 | 1 377 | 1 383 | 1 372 | 1 283 |

| 1962  | 1968  | 1975  | 1982  | 1990  | 1999  | 2006  | 2011  | 2016  |
| ----- | ----- | ----- | ----- | ----- | ----- | ----- | ----- | ----- |
| 1 216 | 1 238 | 1 211 | 1 289 | 1 514 | 1 612 | 1 878 | 1 907 | 1 987 |

| 2021  | 2022  | - | - | - | - | - | - | - |
| ----- | ----- | - | - | - | - | - | - | - |
| 1 902 | 1 875 | - | - | - | - | - | - | - |

### Manifestations culturelles et festivités
Le Festival de cinéma en plein air de Visan est fondé en 2009, et se déroule chaque année durant la première quinzaine d'août pendant cinq jours dans le centre ancien du village. Il propose des films du répertoire classique des origines à la fin des années 1960, ainsi que des expositions et des conférences avec des acteurs du monde cinématographique. Il est la principale manifestation de la saison estivale de Visan, Enclave des papes, Vaucluse.

### Sports et loisirs
Divers clubs et associations sportives (pétanque, tennis, vélo, etc.). Sports aériens à l'aérodrome de Valréas - Visan. Plusieurs parcours à vélo permettent de visiter les communes et leur patrimoine.[réf. nécessaire]
Le siège de la Marche de l'Enclave des Papes (MEP), évènement sportif, festif et solidaire de 42 km se trouve sur la commune.

## Économie

### Artisanat et commerce
De nos jours, l'un des plus célèbres santonniers de Provence qui est installé sur le bas de la commune, au bord de la route qui mène à Vinsobres.
- Deux boulangeries,
- Un bar-restaurant,
- Deux restaurants,
- Un tabac-presse,
- Deux pizzerias,
- Une caserne de pompier,
- Une pharmacie,
- Une agence immobilière,
- Un garage,
- Deux salons de coiffure,
- Un hôtel.

### Agriculture
C'est l'une des 16 communes qui a le droit d'accoler son nom à l'AOC côtes-du-rhône-villages. Le village est entouré de collines couvertes par le vignoble. La viticulture tient une place importante dans l'économie locale. Bien que Visan dispose d'une cave coopérative, « La cave des Coteaux », depuis plusieurs années des caves privées s'y sont développées. En 2008, les domaines sont : Le Clos du Père-Clément, le domaine de la Bastide, le domaine de la Bathelière, le domaine de la Cantharide, le domaine de Coste-Chaude, le domaine de la Florane, le domaine de la Fourmente (en conversion bio), le domaine de la Guintrandy, le domaine de Lauribert, le domaine de Lucéna et enfin le domaine de l'Obrieu.
Le domaine la Martinelle vignoble familial depuis 1765 cultive exclusivement en Agriculture biologique et biodynamique et vendange ses raisins à la main pour magnifier le terroir. Il fut le premier domaine à déployer une pratique ancestrale avec le pastoralisme et à le développer à l’échelle de la commune. Cette pratique vertueuse est désormais plébiscitée pour ses effets positifs sur l’environnement.
Les vins sont classiquement des assemblages de grenache, cinsault, syrah. Le cépage viognier a fait son apparition pour les blancs.
Les vins qui ne sont pas en appellation d'origine contrôlée peuvent revendiquer, après agrément, le label vin de pays de la Principauté d'Orange.

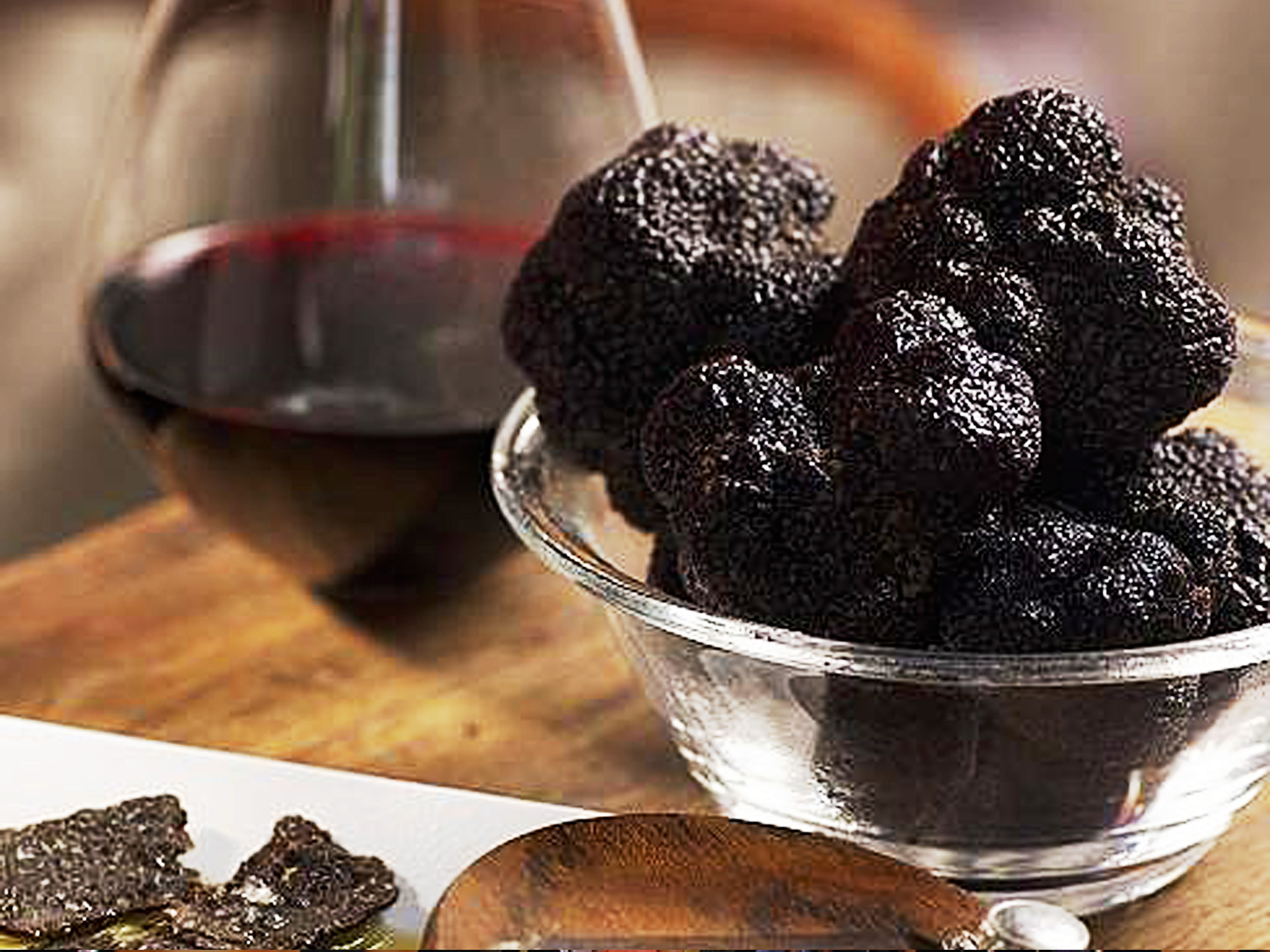
Truffes noires du Nord-Vaucluse et AOC Visan.

Fleuron de la gastronomie française, la truffe est une spécialité provençale, puisque la région produit 80 % des truffes en France. Le Vaucluse, autour du piémont du mont Ventoux est, avec la Drôme provençale, le premier producteur de Tuber melanosporum. Son marché reste hors normes, car c'est la seule production à échapper aux inspecteurs de l'administration fiscale, aucune transaction n'étant réglée par chèque. L'approche des fêtes de fin d'année fait exploser les prix. Mais les meilleures truffes sont celles du mois de janvier, période où elles sont à pleine maturité. En saison, ce sont les marchés de Carpentras et de Richerenches, les plus importants de la région, qui fixent les cours. Les rabassiers (trufficulteurs) affirment, pour justifier les prix, que le « diamant noir » naît entre les pluies des deux Vierges.
La truffe se récolte jusqu'à 1 000 mètres d'altitude. Préférant les terrains calcaires, elle se développe toujours en symbiose avec le chêne blanc ou vert, le frêne et le charme. Il est affirmé que les plus fines poussent à l'ombre du tilleul. Les trufficulteurs organisent chaque année des week-ends permettant de découvrir la rabasse in-situ sur les communes de Visan, Bonnieux, Monieux, Orange et Saint-Pierre-de-Vassols.

### Tourisme
Plusieurs parcours à vélo permettent de visiter la commune et son patrimoine.

### Cultes
Culte catholique en alternance avec d'autres églises de la paroisse.

### Lieux et monuments

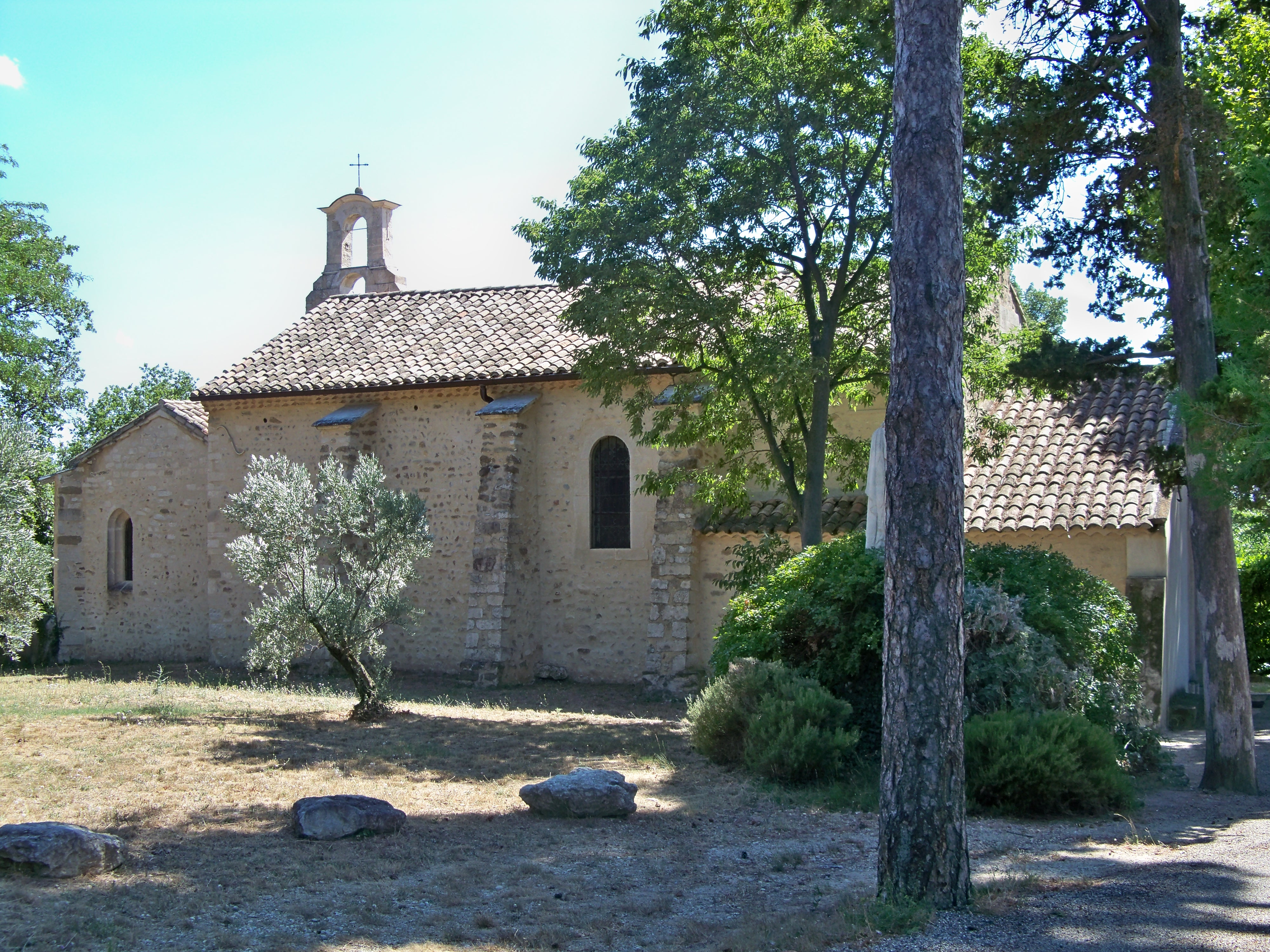
Notre-Dame-des-Vignes.

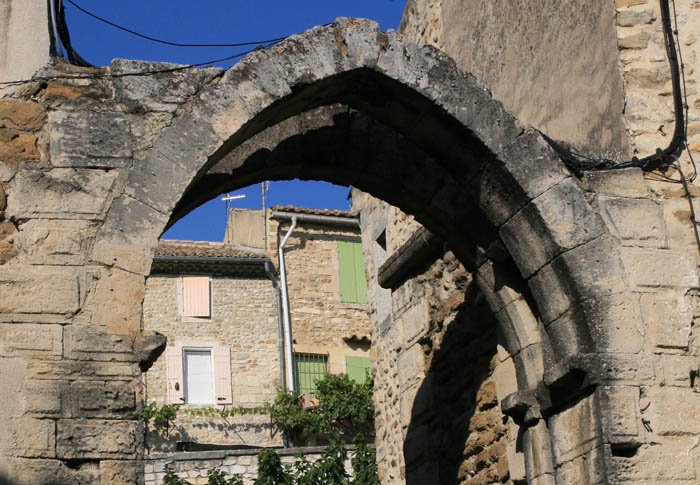
Porte du Puy Barret.

- La chapelle Notre-Dame-des-Vignes de Visan  Classé MH (1990)[45],[46], à l'est du village. Elle est considérée comme l'une des plus belles chapelles rurales du département. Son nom primitif était Notre-Dame-d'Entre-les-Vignes en 1492. Les marques de tâcherons gravées sur les pierres taillées font remonter sa construction au XIIIe siècle. Sur son arc triomphant, est placée cette inscription « Posverunt me cvstodem in vineis », « Ils m'ont placée comme gardienne de leurs vignes »[23]. Elle contient un mobilioer cultuel exceptionnel  Classé MH (2000)[47]
- L'église Saint-Pierre[48], datée de 1507, 1600 et 1636.  La charpente de la nef est remplacée par une voûte en brique vers 1835.
- Chapelle de la Congrégation des Hommes, rue de la Congrégation, construite en 1788[49].
- Au nord du village, la chapelle Saint-Vincent, petit édifice en pierre datant sans doute du XIIIe siècle, récemment restaurée accueille des cérémonies liées à saint Vincent, patron des vignerons, et dont la date se remémore facilement autour du 20 janvier : tel jour Noël, tel jour l'An, tel jour Saint-Vincent[50].

- Hôtel-Dieu, mentionné dès 1385, surélevé en 1683. Il est desservi par les dames hospitalières du Saint-Sacrement de 1768 jusqu'à la Révolution française, puis transformé en caserne après 1790 et après utilisé comme presbytère. En 1814, des religieuses lyonnaises de la congrégation de Saint-Charles rétablissent l'hôpital et la pharmacie, et assurent l'enseignement à des jeunes filles. Ses façades ont été remaniées aux XVIIIe et XIXe siècles avec un réaménagement intérieur réalisé vers 1875[51]
- La rue des Nobles avec ses maisons du XVe siècle.
- L'Hôtel-Dieu dont la fondation remonte au XIVe siècle et le bâtiment actuel au XVIIIe siècle.
- l'Hôtel Pellissier  Inscrit MH[52]  construit entre 1740 et 1770 par Joseph Pellissier de Saint Ferréol, président du tribunal ecclésiastique de Carpentras et auditeur à la Sainte Rote[53].
- Des ruines d'un château du XIIIe siècle[54].
- Des restes de remparts[55] avec notamment deux portes (porte du Puy Barret XIVe siècle et porte Saint-Martin début XVe siècle)[56].
- Maison Butscher, dite La Maison Bulle  Inscrit MH (2011)[57] : ce bâtiment d’architecture contemporaine construit entre 1978 et 1987 en partie en auto-construction par le commanditaire Claude Butscher, sur un projet des architectes Jean-Noël Touche et Christian Chambon. La porte d'entrée est une œuvre du plasticien Roger Groslon
- Maison, lieu-dit Le Pueys, construite en 1980 par l'architecte Christian Chambon en ciment, béton armé et verre, également avec une architecture fluide proche de formes organiques[58].
- Les Bornes papales.
- Écoles communales, réalisées en 1892 sur les plans de l'architecte Marcelet. Elles portent la titulature officielle : RF 1892 école communale Visan filles garçons[59].
- Monument aux morts, réalisé en 1922 par L. Eckes, sculpteur et les frères Aubert, fabricants[60]
- Cave les Coteaux de Visan, chemin de la Peine, aménagée en 1939  par l'architecte N. Morin et l'ingénieur Paul Brès, puis au cours du 3e quart du XXe siècle en béton[61].
- Ferme le Gibard, lieu-dit Le Haut-Gibard, de 1722, modernisée dans le 3e quart du XXe siècle[62].
- Ferme la Grande Matte, lieu-dit La Matte, dont le corps de logis en moellons et galets avec tourelle date du XVIIe siècle et a été agrandi à la limite des XIXe et XXe siècles[63].
- Ferme, lieu-dit Notre-Dame, dont le corps de logis du XVIIIe siècle avec un  escalier rampe sur rampe et un cellier à voûte d'arêtes. Le décor date de la seconde moitié du XIXe siècle et la fontaine de la première moitié du XVIIIe siècle[64].
- Ferme de la Bastide, dont les parties les plus anciennes datent du XIVe siècle, remaniée au XIXe siècle[65].
- Ferme de Serratoris, avec des éléments de 1843, et notamment son portail[66].
- Portail de la ferme de Haut-Roussillac[67].
- Ferme de la Bisarde[68].
- Ferme les Crottes[69].
- Ferme aux Barbes[70].

### Visant dans les arts et la culture
Plusieurs films ont été tournés à Visan, notamment :
- 1993 : Tango de Patrice Leconte ;
- 1998 : L'Instit - L'enfant caché de Roger Kahane.

Les deux premières saisons de l'émission de téléréalité La Ferme Célébrités (2004-2005) se déroulent à Visan.

### Personnalités liées à la commune
- Max Gallo (1932-2017), Académicien français, écrivain, historien et homme politique français, possédait une habitation dans la rue des Nobles.
- Catherine Missonnier, auteure, possède une maison dans la commune. Elle a également écrit un livre se passant à Visan intitulé L'été des espions, Oskar 2019.

### Héraldique
| Blason de Visan | Blason  | D'azur au dauphin d'or, à la fasce d'argent brochant sur le tout. |
| Blason de Visan | Détails | Le statut officiel du blason reste à déterminer.                  |

## Pour approfondir